# Relaciones Chile-Trinidad y Tobago
Las relaciones Chile-Trinidad y Tobago son las relaciones internacionales entre la República de Chile y la República de Trinidad y Tobago. 

## Historia
En febrero de 2008, ambos países suscribieron un memorándum de entendimiento en materia energética, y en abril de ese mismo año se realizó en Puerto España la Primera Reunión de Consultas Políticas Chile-Trinidad y Tobago, oportunidad se analizó el estado de las relaciones bilaterales e identificaron nuevas áreas de trabajo conjunto. En marzo de 2012 se suscribió el «Convenio sobre Autorización para que los Dependientes del Personal Diplomático, Consular, Técnico y Administrativo de las Misiones Diplomáticas y Consulares Realicen Actividades Remuneradas».
El Gobierno del primer ministro Patrick Manning efectuó una donación de un millón de dólares como contribución a la reconstrucción de Chile tras el terremoto del 27 de febrero de 2010.

### Visitas oficiales

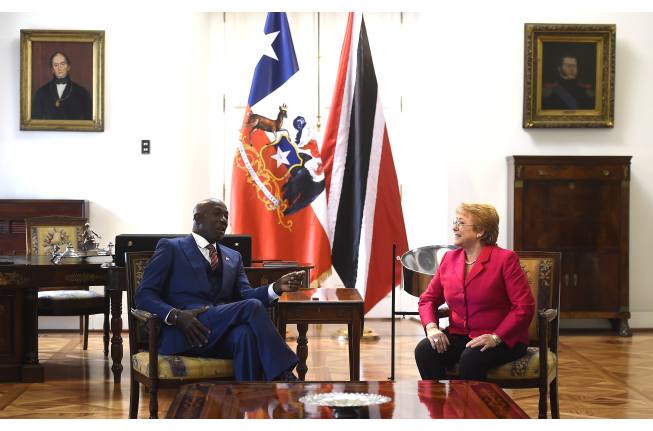
Reunión en el Palacio de la Moneda entre el primer ministro de Trinidad y Tobago, Keith Rowley, y la Presidenta de Chile, Michelle Bachelet, en mayo de 2017

El 23 de febrero de 2010, la presidenta Michelle Bachelet realizó una visita de Estado a Trinidad y Tobago, reuniéndose con las principales autoridades del país y suscribiendo un Memorándum de Entendimiento en materia de cooperación energética, oportunidad en que se acordó iniciar negociaciones para la suscripción de un Acuerdo Económico de Alcance Parcial.
En enero de 2013, el ministro de Relaciones Exteriores de Trinidad y Tobago, Winston Dookeran asistió a las cumbres CELAC y CELAC-UE, efectuadas en Santiago de Chile, en representación de la primera ministra Kamla Persad-Bissessar.
En mayo de 2017, el primer ministro Keith Rowley realizó una visita oficial a Chile, ocasión en que ambos países firmaron un memorándum de entendimiento sobre cooperación y desarrollo en materia de propiedad intelectual.

## Relaciones comerciales
Trinidad y Tobago se ha convertido en los últimos años en un importante socio estratégico en materia energética para Chile, siendo uno de los cuatro proveedores de gas natural licuado y el destino de 38% de las exportaciones chilenas a la Comunidad del Caribe, mientras que desde la perspectiva del gobierno de Trinidad y Tobago, Chile representa un mercado para la expansión en la región sudamericana.
En 2023, el intercambio comercial entre ambos países ascendió a los 628 millones de dólares estadounidenses, lo que supuso un -2,8% de crecimiento promedio anual en los últimos cinco años. Los principales productos exportados por Chile fueron pasta química de madera y preparaciones para alimentación infantil, mientras que Trinidad y Tobago exportó mayoritariamente gas natural licuado y amoniaco.

## Misiones diplomáticas
- Embajada de Chile en Puerto España Chile estableció su embajada en Puerto España en diciembre de 2005,[1] la que también se encarga de la representación diplomática con San Vicente y las Granadinas, Granada, Barbados y Surinam.[5]

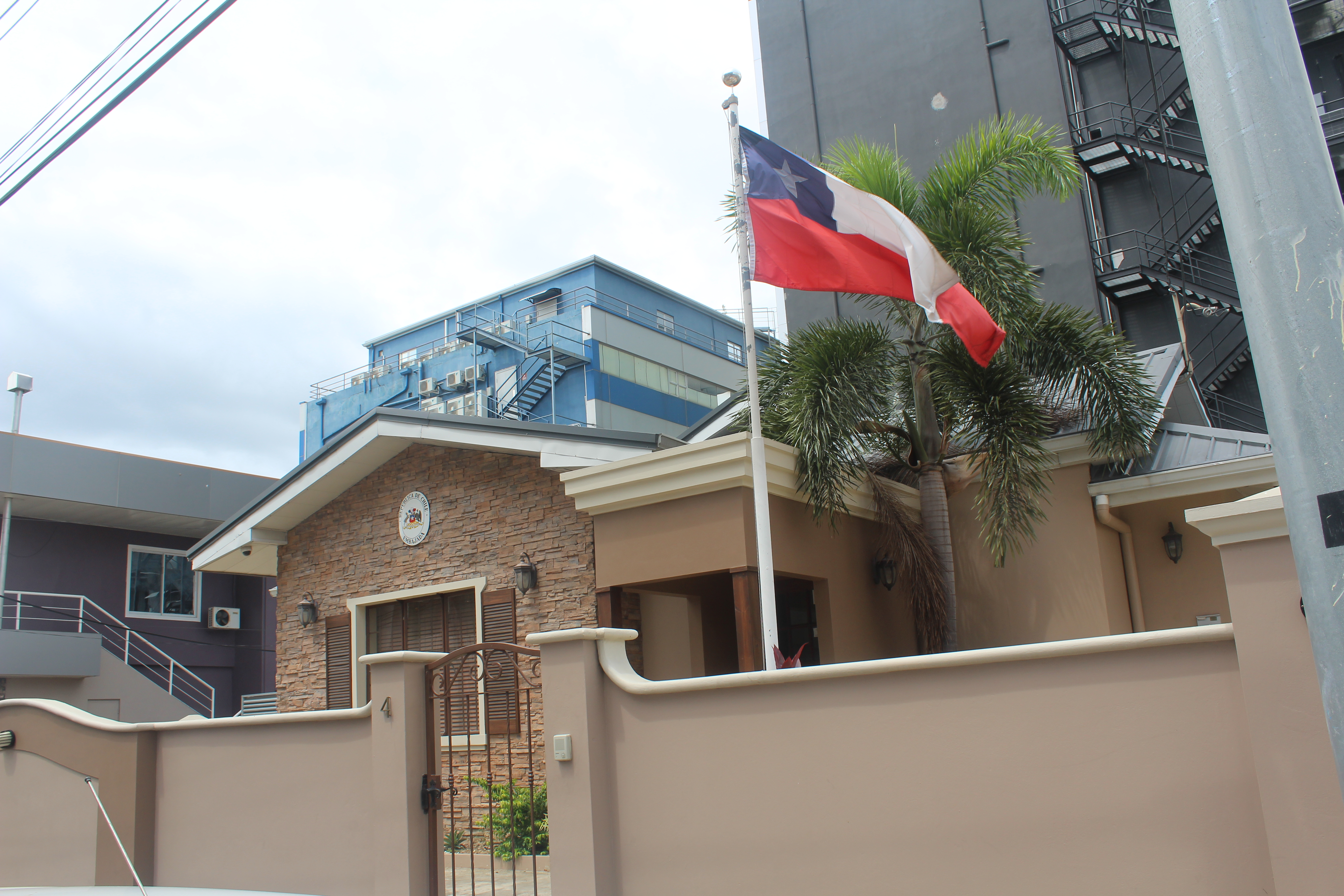
Embajada de Chile en Puerto España

- La embajada de Trinidad y Tobago en Brasilia concurre con representación diplomática a Chile.[6]